# لويس أويارزون ريبوليدو
لويس أويارزون ريبوليدو (بالإسبانية: Luis Oyarzún Rebolledo)‏ هو مدرب كرة قدم ولاعب كرة قدم تشيلي في مركز الدفاع، ولد في 24 أبريل 1982 في San Miguel, Chile ‏ في تشيلي. لعب مع ديبورتيس ميليبيلا وسانتياغو واندررز ونادي أوهيجينس ونادي بالستينو ونادي كوكيمبو أونيدو.

## وصلات خارجية
- لويس أويارزون ريبوليدو على موقع قاعدة بيانات كرة القدم.إي يو (الإنجليزية)
- لويس أويارزون ريبوليدو على موقع Soccerway.com (الإنجليزية)
- لويس أويارزون ريبوليدو على موقع عالم كرة القدم.نت (الإنجليزية)